# Brukteri
Brukteri (latinsko Bructeri, starogrško οἱ Βρούκτεροι, latinizirano: oi Broúkteroi) so bili germansko pleme, ki se je v 1. stoletju n. št. naselilo med srednjim Emsom in zgornjim Lippejem. Brukteri so bili v pozni antiki vključeni v etnogenezo Frankov in postali del nove plemenske skupine, čeprav so bili v virih še nekaj časa omenjani kot Brukteri. 

## Zgodovina
V starodavnih geografskih delih so se Brukteri delili na Velike in Male Bruktere, verjetno zaradi njihovega obsežnega poselitvenega ozemlja. V rimskih virih se omenjajo predvsem v zvezi z vojaškimi spopadi. Leta 12 jih je na enem od svojih pohodov porazil Neron Klavdij Druz, leta 9 pa so bili med germanskimi plemeni, ki so v bitki v Tevtoburškem gozdu uničila tri rimske legije, in zajeli orla 19.legije. Bitke Brukterjev z Rimljani so se nadaljevale, pri čemer so bili slednji praviloma močnejši. Brukterje je med uporom leta 1 do 5 jeseni leta 4 podjarmil cesar Tiberij, leta 15 pa je njihovo ozemlje opustošil Germanik in povrnil orla 19. legije, ki so ga leta 9 zaplenili Brukteri. Volja plemena se kljub porazom ni zlomila. Raziskave kažejo, da so jih prištevali med najnevarnejše germanske sovražnike Rima.
Najbolj znana osebnost iz plemena Brukterjev je bila spoštovana vidkinja Veleda, ki je imela v plemenu očitno tudi politični vpliv.
Leta 69/70 so se Brukteri udeležili Batavske vstaje pod vodstvom Gaja Julija Civila. Konec 1. stoletja (pred letom 98) so jih premagali Angrivari in Hamavi in jih domnevno skoraj popolnoma izbrisali. Tacitovo poročilo v Germaniji o tem dogodku je verjetno pretirano. Brukteri so v vsakem primeru pobegnili na ozemlje svojih zaveznikov Tenkterov in se naselili lužno od reke Lippe. 
V 3. stoletju so se Brukteri očitno razširili na desni breg Rena in se v začetku 4. stoletja vrnili v zapise Rimljanom. Ko so leta 306 rimske legije v Veliki Britaniji razglasile Konstantina Velikega za cesarja, so germanska plemena izkoristila njegovo odsotnost v porečju Rena in vdrla na rimsko ozemlje. V vdoru so bili udeleženi tudi  Brukteri, ki so jih Rimljani takrat prištevali k Frankom. Rimska protiofenziva je sledila poleti/jeseni leta 306, ko je Konstantin s svojimi četami vdrl na ozemlje na desnem bregu Rena. V protiofenzivi sta bila ujeta manjša frankovska kralja Merogaz in Askarik in nato brutalno usmrčena v amfiteatru v Augusta Treverorum (zdaj Trier).
Velik del frankovskih vpadov, zabeleženih v 4. stoletju, je potekal brez Brukterjev. Poznoantični zgodovinar Sulpicij Aleksander, čigar dela so ohranjeni le odlomki v Zgodovini zgodnjesrednjeveškega škofa in zgodovinarja Gregorja iz Toursa, poroča o napadih različnih malih kraljev, med katerimi je bil Suno verjetno Brukter. Gregor je v tem kontekstu Bruktere očitno štel za Franke. Brukterje, ki so se naselili ob Renu, so rimske ofenzive pod vodstvom Arbogasta leta 392/393 in Stiliha leta 396 prisilile v podpis zavezništva z Rimom. Leta 451 je vsaj nekaj Brukterjev verjetno sodelovalo v pohodu hunskega kralja Atile v Galijo, potem pa so izginili iz virov. Omemba Boruktuarjev anglosaškega učenjaka Bede Častitljivega, ki naj bi se nanašala na Brukterje, ki so jih podredili Sasi ob koncu 6. stoletja, zdaj velja za sporno.